# Kamčatka

Poloostrov Kamčatka na mapě Ruska

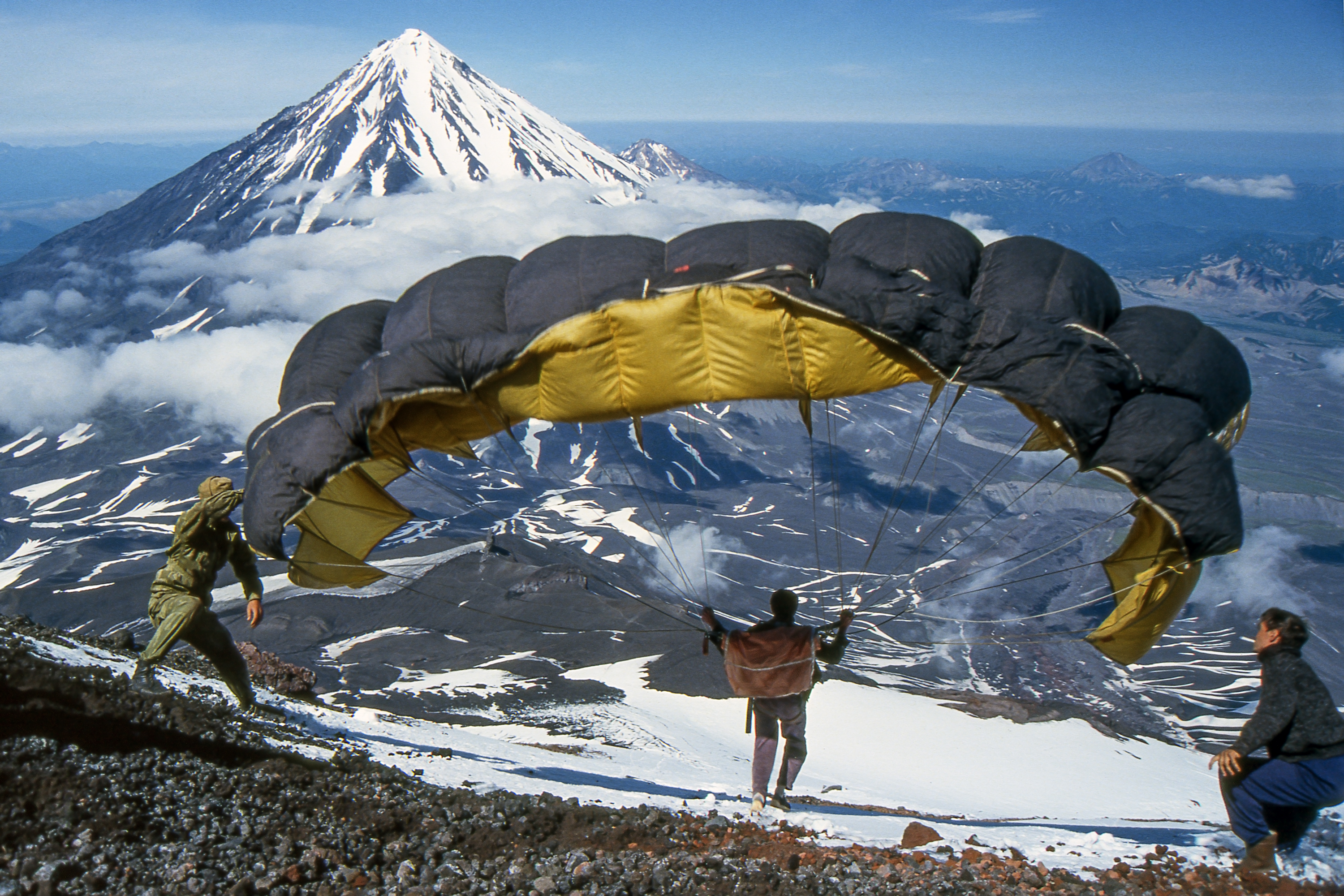
Korjacká sopka

Kamčatka (rusky полуостров Камчатка) je 1 200 km dlouhý poloostrov na ruském Dálném východě o rozloze 370 000 km². Na západě poloostrova se nachází Ochotské moře, na východě Beringovo moře a na jihu je Kamčatka omývána Tichým oceánem. Podél poloostrova se táhne Kurilsko-kamčatský příkop s hloubkou přes 10 500 m.

## Historie

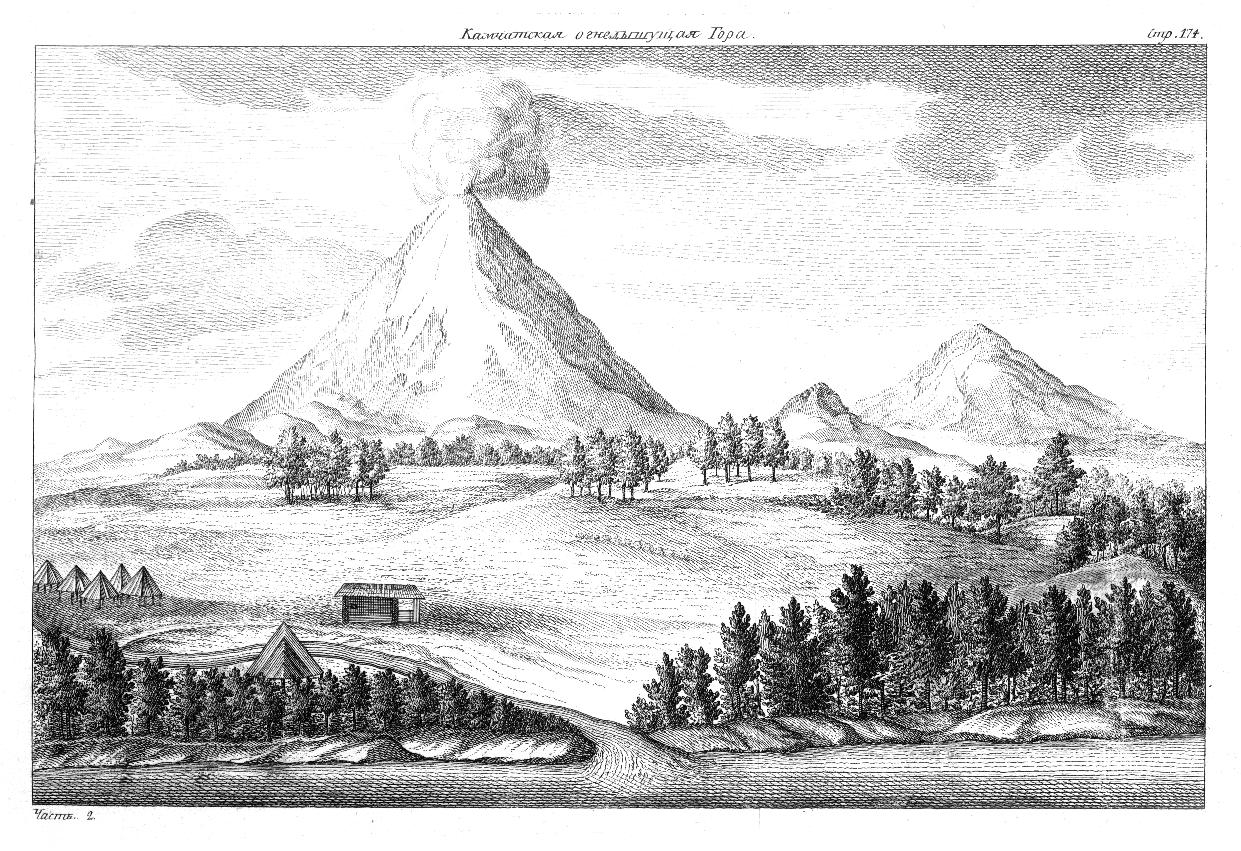
Ilustrace Stěpana Krašeninnikova, 1755

V době, kdy na Kamčatku dorazili první Evropané, byl již poloostrov po 1000 let osídlen kmeny Itelmenů a Korjaků, kterým příchod Rusů přinesl především utrpení a smrt v důsledku zotročování a nemocí. Itelmenové, dříve známí jako Kamčadalové, tradičně obývají jižní část poloostrova, zejména jeho západní pobřeží. Korjakové žijí spíše v severní části Kamčatky. Další etnické skupiny jako Kerekové a Aliutorové již pravděpodobně vymřely. V minulosti žili v jižní části Kamčatky také Ainové, kteří se však po příchodu Rusů stáhli na Kurilské ostrovy. Původní obyvatelé jsou tradičně závislí především na rybolovu a lovu mořských savců, chovají saňové psy, část Korjaků se věnuje i pastevectví sobů. Důležitým zdrojem obživy je tradičně především lov tichomořských lososů (keta, nerka, gorbuša, čavyča) v období jejich tahu.
První Rusové pronikli na sever poloostrova v polovině 17. století. Roku 1650 dosáhl řeky Penžiny Michail Staduchin. Ovšem prvním, kdo pomyslnou hranici poloostrova (řeku Penžinu) překročil, byl Ivan Kamčatyj. V letech 1658–1661 přešel nejužší místo Kamčatky několikrát a dorazil až k veliké řece na východě, kterou Itelmeni nazývali Ujkoal. Dnes tato řeka, stejně jako celý poloostrov, nese jeho jméno.
Poloostrov byl postupně mapován a velmi přesně byl zobrazen již v roce 1697 Semjonem Remezovem. První objevitelské kroky jsou na Kamčatce spojeny se jménem kozáckého důstojníka Vladimira Atlasova. Ten měl dle carského příkazu vybírat od místních obyvatel daně. Někde se to dařilo domluvou, jinde musel použít sílu a zajímat domorodá rukojmí. Jeho úspěchy byly tak veliké, že byl po návratu do Jakutska v roce 1699 ihned povolán do Moskvy k caru Petru I. a tím také začala nová etapa objevování země.
Atlasov se na Kamčatku vrátil v roce 1707 s novými privilegii a příkazy k výběru nových daní. Hrabivý a nemilosrdný Atlasov se tak stal faktickým pánem Kamčatky. Jeho zacházení s domorodým obyvatelstvem i podřízenými kozáky bylo natolik kruté a bezohledné, že se kozáci vzbouřili a poslali stížnost do Moskvy. Atlasov se stihl ukrýt v Nižněkamčatské pevnosti při ústí řeky Kamčatky. Kozáci se však smluvili a roku 1711 jej zavraždili.
Roku 1721 došlo k velkému povstání Itelmenů, kteří pod vedením náčelníka Čugočeho svrhli ruskou nadvládu. Po necelém roce války však byli domorodci ruskými posilami poraženi. Zároveň na Kamčatku dorazil ruský výzkumník Stěpan Krašeninnikov a jeho německý kolega Georg Wilhelm Steller, kteří popsali kamčatskou přírodu i tradiční kulturu Korjaků a Itelmenů.
V roce 1737 zasáhly Kamčatku až 70 metrů vysoké mořské vlny, které způsobily záplavy, zničily pole a většinu osad. Tuto katastrofu podrobně popsal ve své knize Popis Kamčatky Stěpan Krašeninnikov.
V roce 1740 položila expedice Vituse Beringa základ Petropavlovsku-Kamčatskému - správnímu centru moderní Kamčatky. V roce 1803 byla poprvé vytvořena samosprávná Kamčatská oblast, která poté ještě mnohokrát změnila jurisdikci. V roce 1854 se během krymské války britsko-francouzská vojska pokusila obsadit Kamčatku, ale ruská posádka útok odrazila.

## Geografie

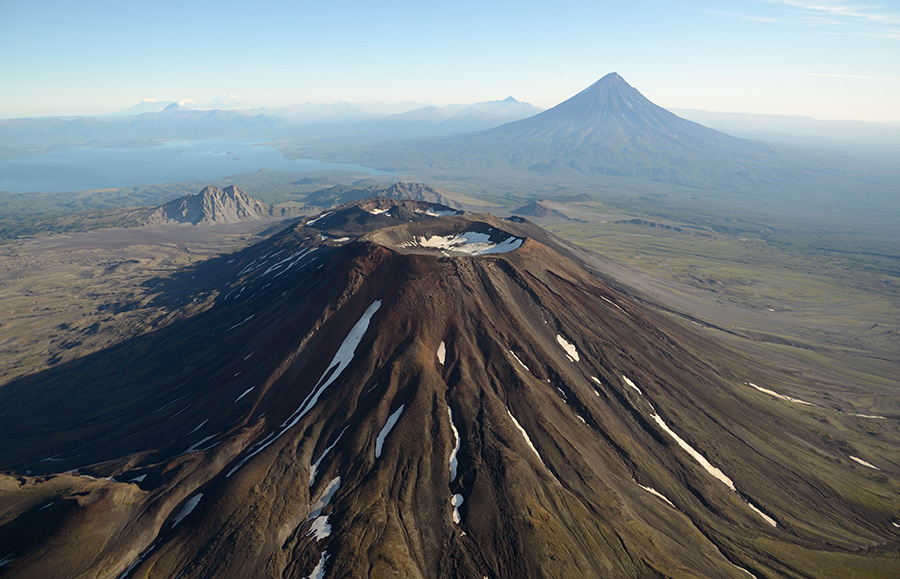
Krašeninnikova sopka

Topografie

Na poloostrově Kamačatka se nachází asi 250 sopek, z nichž je 67 činných. Nejvyšší z nich je Ključevskaja, která dosahuje výšky 4 750 metrů; jde o nejvyšší a nejaktivnější sopku Asie. Středem se táhne rozlehlé údolí, kterým protéká řeka Kamčatka. Toto údolí je jediné na eurasijském superkontinentu, kde lze nalézt gejzíry. Takováto hustota vulkánů na tak relativně malé ploše je světovým unikátem, proto bylo 19 vulkánů zařazeno na Seznam světového dědictví UNESCO. Neaktivní sopka Kronocká aspiruje díky svému perfektnímu kónickému tvaru na titul nejkrásnějšího vulkánu světa.[zdroj?]

### Podnebí
Kamčatské podnebí je velmi rozmanité, je rozdílné na pobřeží a ve vnitrozemí, jiné je na jihu a jiné na severu. Kamčatka je obklopena mořem, to má za následek zimy bohaté na sníh a studené, vlhké léto. Na chladnějším podnebí se podepisuje i velké množství ledovců.
Kamčatské klima je převážně kontinentální, na severu subarktické. Pro pobřeží poloostrova je charakteristické přímořské klima. Díky geografické poloze u Tichého oceánu je počasí náchylné k častým a rychlým změnám.
Velké množství sněhu, které napadne v zimě, podporuje vznik ledovců, kterých tu je převážně v severní části poloostrova 414 a naopak – bílý povrch ledovců zase odráží sluneční záření, takže léta jsou chladnější, než by mohla být. Sever poloostrova má věčně zmrzlou zem (permafrost).
Značný vliv na počasí mají tlakové níže, které přicházejí od Japonska a ze Žlutého moře a zejména v únoru a březnu způsobují orkány a sněhové bouřky.
Nejteplejší měsíce jsou červenec a srpen. Nejvyšší naměřená teplota na Kamčatce je +37 °C (údolí řeky Kamčatky), minimální teploty na pobřeží jsou až -26 °C, v severním vnitrozemí pak mohou klesnout až k -60 °C.
Počet dní s teplotou nad 20 °C na pobřeží je 1 až 6, ve vnitrozemí 35 až 55. Souhrn ročních srážek je největší na jihovýchodním pobřeží a činí až 1200 mm. Na západním pobřeží jsou úhrnné srážky 300–500 mm, ve vnitrozemí v údolí řeky Kamčatky pak 400–500 mm.

Vítr v zimě na pobřeží může dosahovat až 40 m/s.
| měsíc    | Denní teploty (°C) | Úhrn srážek (mm) |
| -------- | ------------------ | ---------------- |
| Leden    | -6                 | 102              |
| Únor     | -8                 | 90               |
| Březen   | -5                 | 180              |
| Duben    | +1                 | 100              |
| Květen   | +6                 | 80               |
| Červen   | +9                 | 60               |
| Červenec | +13                | 75               |
| Srpen    | +14                | 85               |
| Září     | +12                | 100              |
| Říjen    | +6                 | 100              |
| Listopad | 0                  | 180              |
| Prosinec | -5                 | 105              |

## Fauna

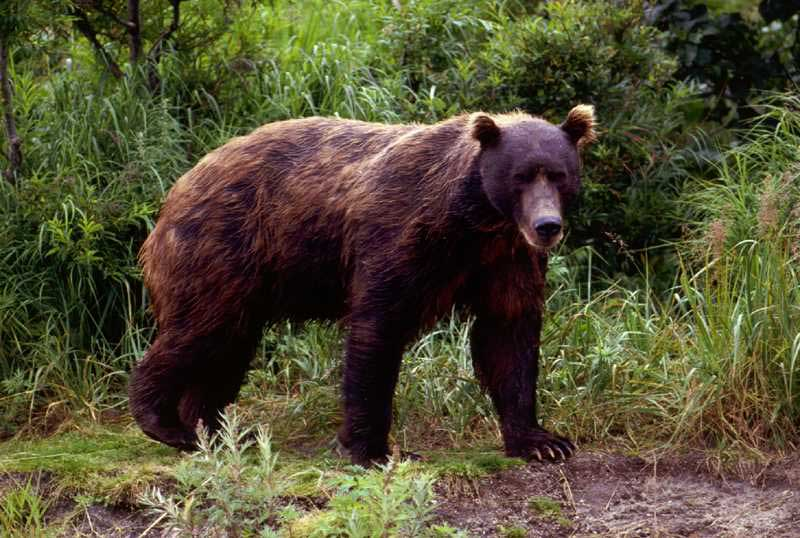
Medvěd kamčatský na jaře

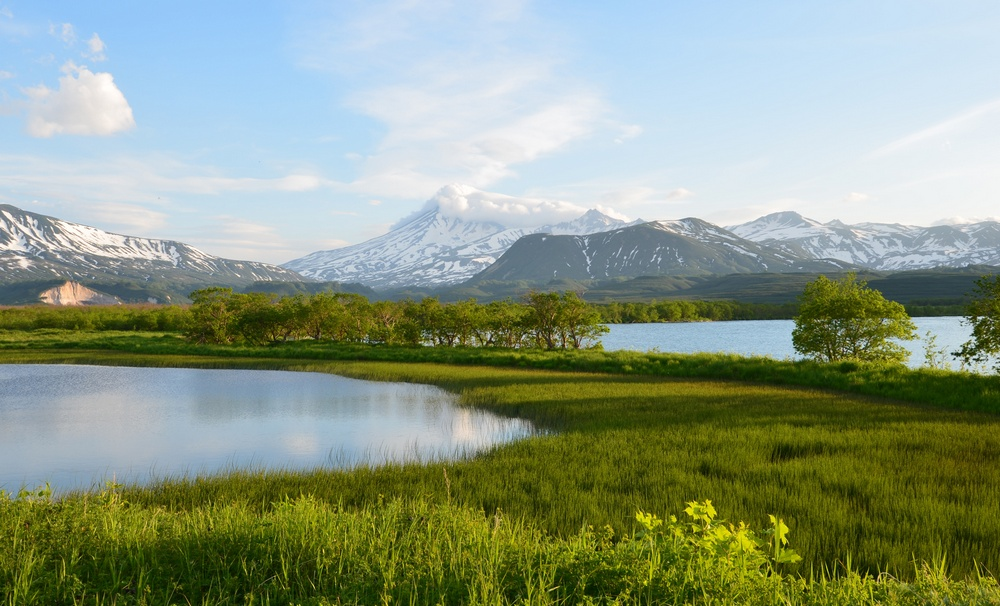
Kurilské jezero

Přírodní podmínky panující na Kamčatce vytvořily ideální životní podmínky pro mnoho druhů živočichů.

### Suchozemská fauna
Kamčatská divočina je domovem medvědů kamčatských, sněžných ovcí, rosomáků, sobolů a orla skalního. Žije zde také například vlk sibiřský a liška polární. Poloostrov je hnízdištěm orla mořského, jednoho z největších druhů orlů na Zemi. Své místo si zde našlo i několik zástupců z čeledi lasicovitých, například vydra říční, či lasice východní.

### Vodní fauna
Ve vodách omývajících břehy Kamčatky žije největší mořský savec, plejtvák obrovský. Ze sladkovodních živočichů je třeba zmínit největší výskyt lososovitých ryb na světě. V Kurilském jezeře se nalézá největší populace lososů v celé Eurasii.

## Obyvatelstvo
Poloostrov Kamčatka je součást Kamčatské oblasti spolu s Komandorskými ostrovy a Karaginským ostrovem.
Obyvatelstvo o počtu 402 500 lidí je z drtivé většiny ruského původu, největší menšinou jsou Korjaci, kteří mají na severu poloostrova svoji vlastní enklávu, Korjacký autonomní okruh, kde žije zhruba 13 000 příslušníků tohoto etnika.

## Raketová střelnice

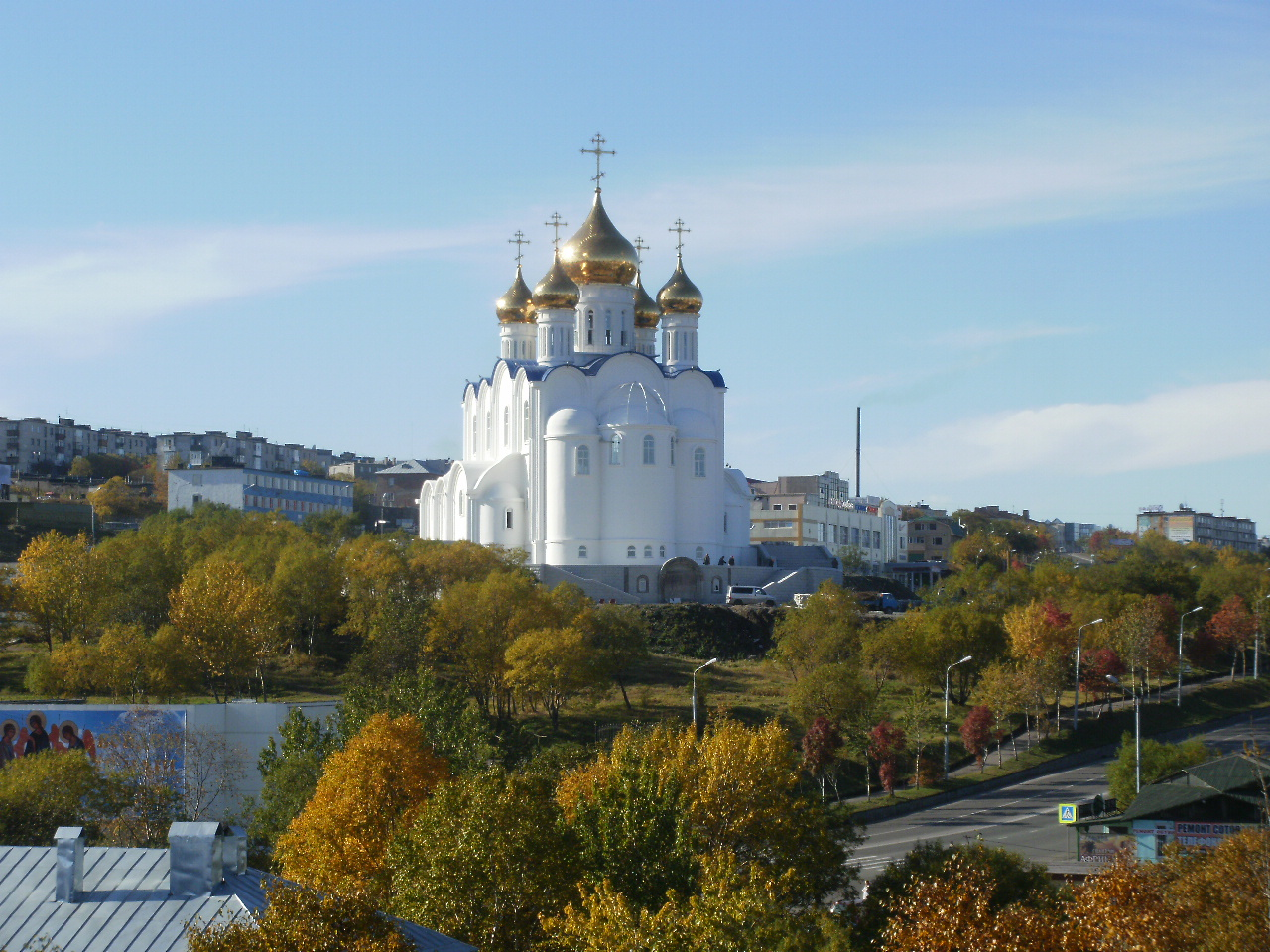
Pravoslavný chrám ve městě Petropavlovsk-Kamčatskij

V 50. letech 20. století zde byla zřízena raketová střelnice Kura (česky slepice), určená jako dopadová plocha mezikontinentálních balistických raket. Nachází se poblíž vesnice Ključi, přibližně 380 km severně od města Petropavlovsk-Kamčatskij na bažinatém neobydleném místě u řeky Kamčatky. Zeměpisné souřadnice jsou 56° 18' 56 severní šířky a 160° 46' 34 východní délky, přibližná rozloha je pouze 10 km². Nedaleko se nachází známá sopka Ključevskaja. Jeho primárním účelem je dopadová plocha pro hlavice balistických raket, kontrola parametrů při vstupu hlavic do atmosféry a měření přesnosti dopadu.
Polygon byl založen 29. dubna 1955 pod kódovým označením „Kama“ jako „Odloučená vědecko-zkušební stanice“ dělostřelecké NII № 4 v Bolševu v Moskevské oblasti. Do provozu byl spuštěn 1. července 1955 skupinou odloučeného radiolokačního praporu. Během krátké doby byl postaven vojenský tábor Ključi-20, síť pozemních komunikací, letiště a další technická zařízení. První balistická raketa (R-7) na polygon dopadla 22. srpna 1955. Za dobu jeho provozu byl polygon Kura cílem zkušebních testů více než 2 600 raket a více než 5 600 hlavic včetně nejnovějších BR Topol-M a Bulava. Cílem střelnice je ověřování trajektorie letu a přesnosti zásahu, nikoliv účinky těchto zbraní. Většina těchto raket měla bojovou hlavici nahrazenou užitečnou zátěží. I díky tomu vděčí Kamčatka za to, že její příroda byla z velké části zachována.
V současnosti zkušební polygon spadá pod Raketové vojsko Ruské federace a patří mezi nejstřeženější armádní objekty. Posádku tvoří více než 1000 důstojníků a okolo 100 vojáků základní služby.